# Olteni (okręg Covasna)
Olteni (węg. Oltszem) – wieś w Rumunii, w okręgu Covasna, w gminie Bodoc. W 2011 roku liczyła 755 mieszkańców.